# Ricania luctuosa
Ricania luctuosa är en insektsart som beskrevs av Stsl 1863. Ricania luctuosa ingår i släktet Ricania och familjen Ricaniidae. Inga underarter finns listade i Catalogue of Life.